# Paranephelium xestophyllum
Song chôm lá dài (danh pháp hai phần: Paranephelium xestophyllum) là một loài thực vật có hoa trong họ Bồ hòn. Loài này được Miq. mô tả khoa học đầu tiên năm 1861.